# Bukowiec (rejon wierchowiński)
Bukowiec (ukr. Буковець) – huculska wieś na Ukrainie, w rejonie wierchowińskim. Rozciąga się na lewym brzegu potoku Bukowec, lewego dopływu Czarnego Czeremoszu.
Na terenie wsi znajduje się Przełęcz Bukowiecka o wysokości 810,3 m (według innych źródeł: 835 m), a w okolicy znany pomnik przyrody: Malowany Kamień (ukr. Писаний Камінь) uznawany za dawne pogańskie miejsce kultu. Nad wsią góruje cerkiew greckokatolicka Wniebowstąpienia Pańskiego.
Ze względu na swoje położenie, wieś nazywana jest „wioską siedmiu wiatrów”.
Znanym mieszkańcem jest Michajło Tafijczuk – muzykant ludowy, twórca instrumentów ludowych, np. trembit huculskich.

## Galeria

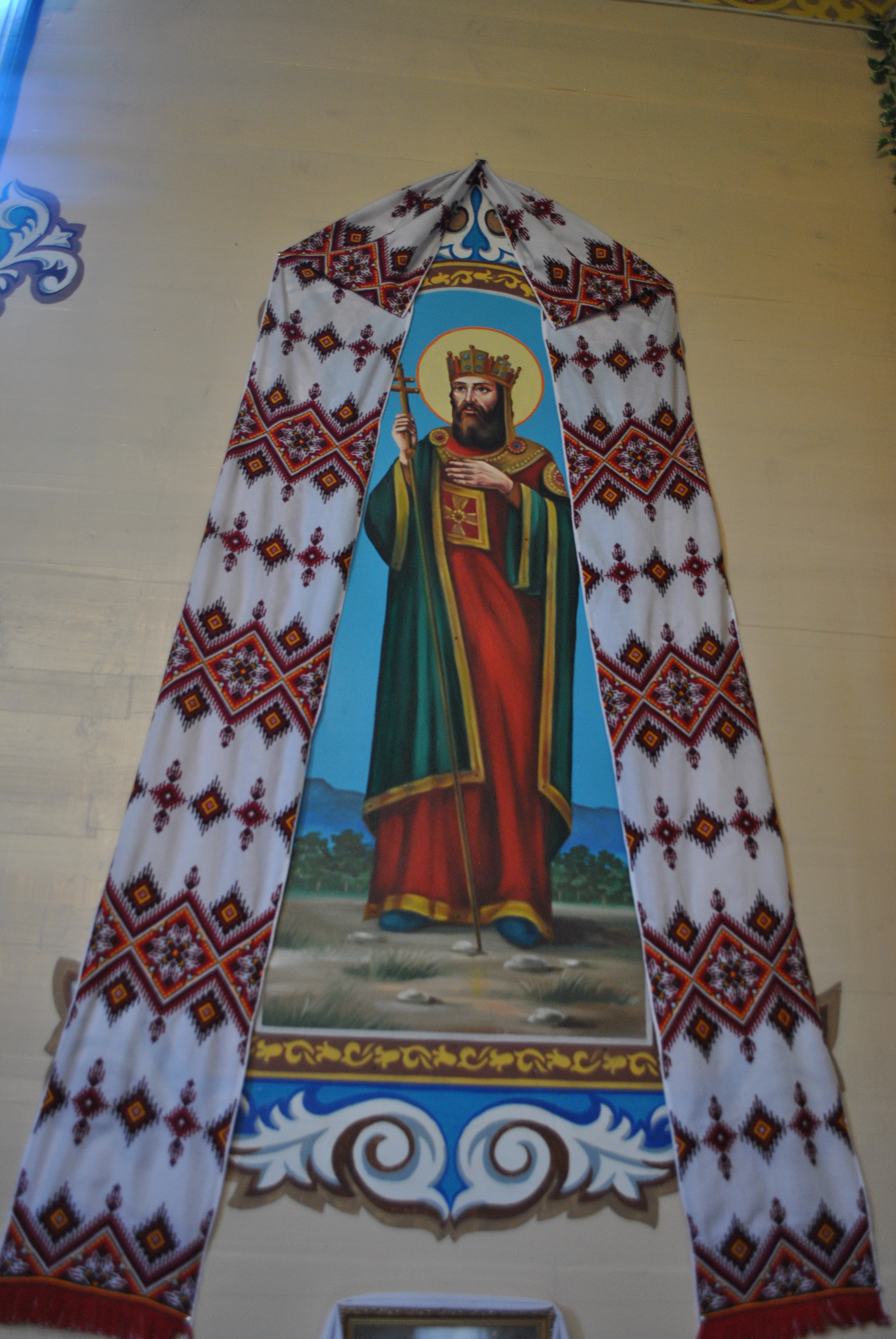
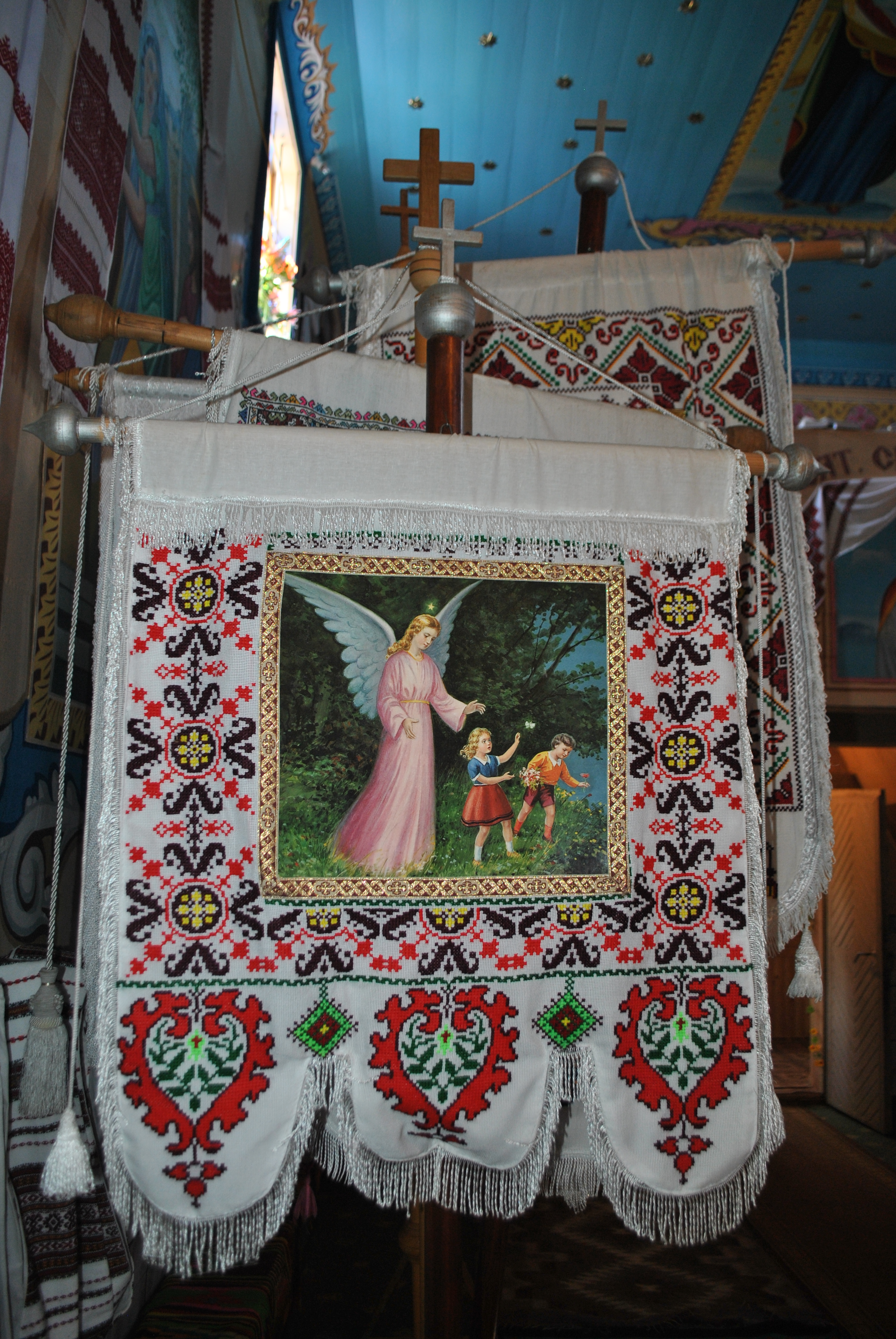
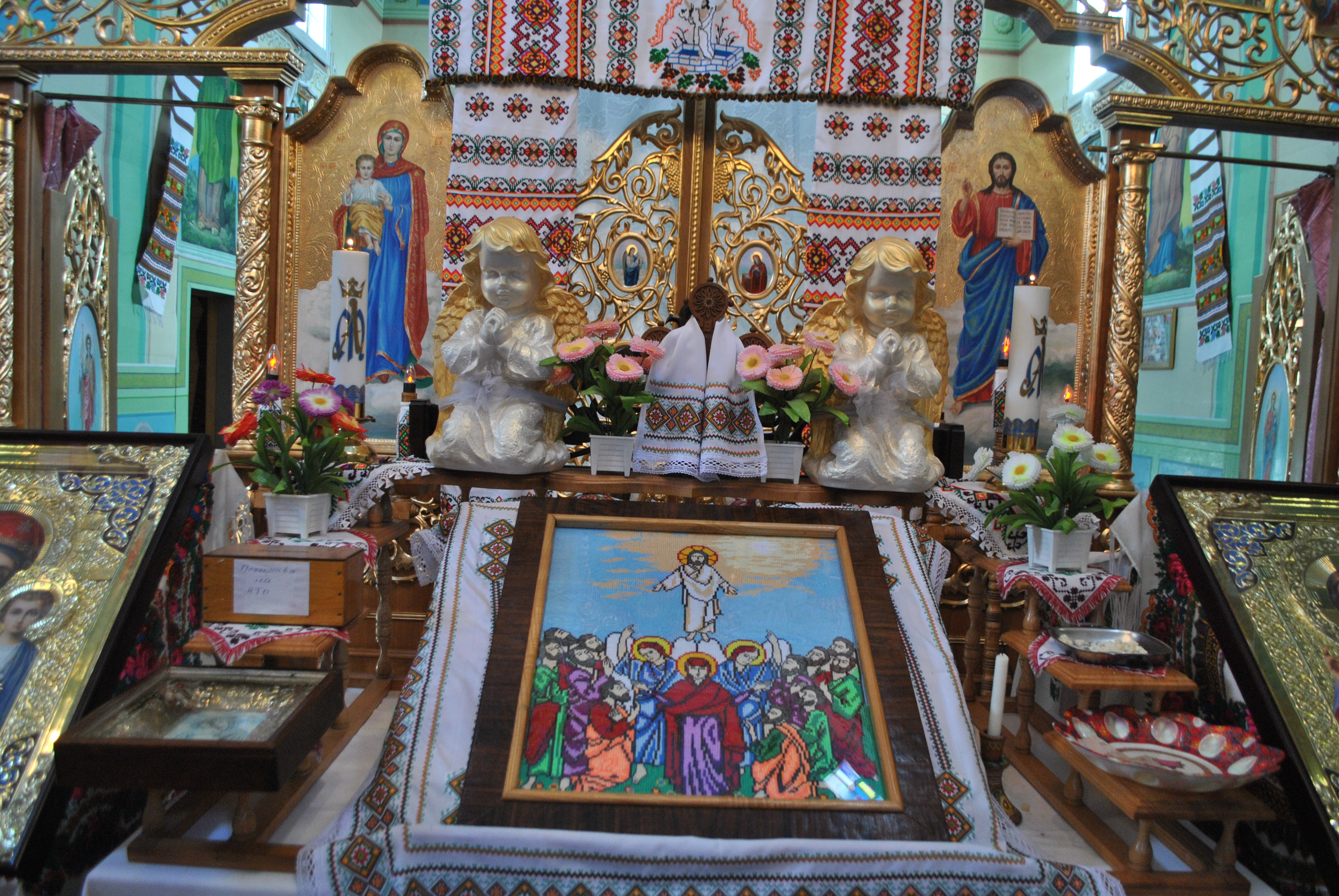
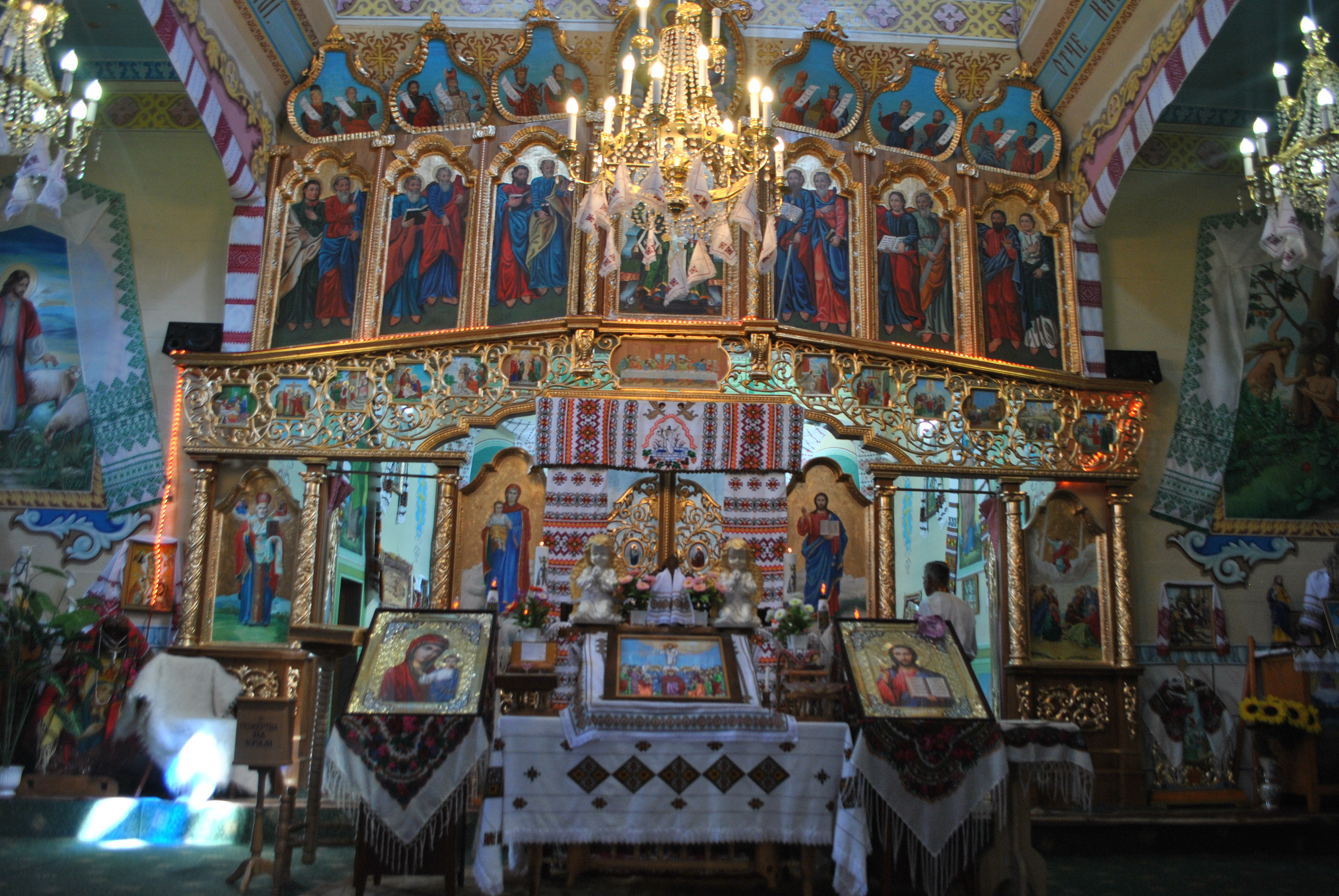
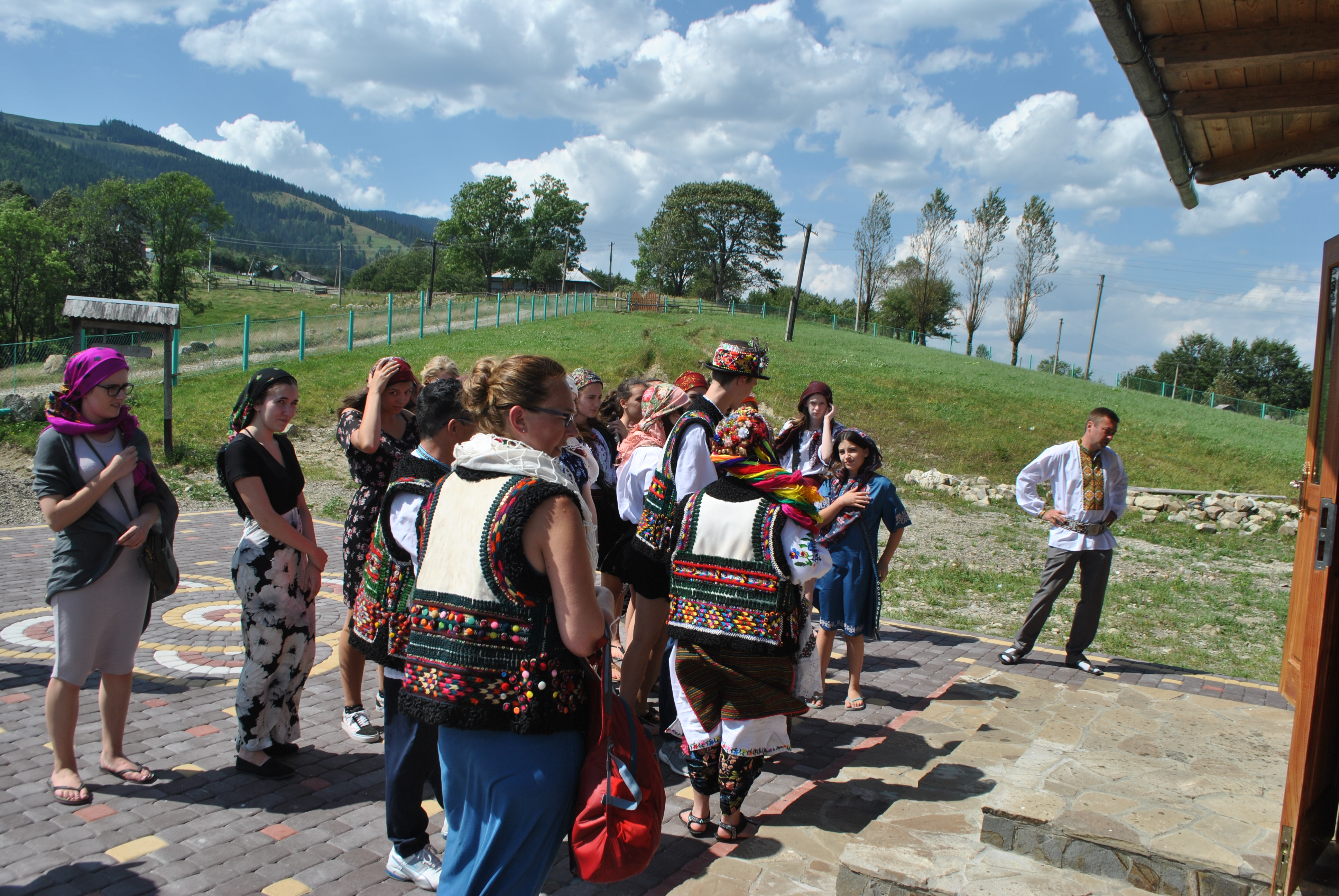